# Projeção de fluxo de caixa
Projeção de fluxo de caixa é a estimativa do fluxo de entrada e saída de dinheiro ou outros formas de recebimento e pagamento como cheque, cartão no caixa de uma empresa, baseado em dados passados e projeções de cenários futuros. Ou seja, a projeção de caixa é uma apresentação de previsões de ingressos e desembolsos de caixa da empresa, que serve para estimar em curto prazo as necessidades de caixa.